# مؤيد
المؤيد هو محترف في مجال القانون. وتستخدم النظم القانونية لمختلف البلدان هذا المصطلح مع معان مختلفة إلى حد ما. يمكن أن يكون المعادل الواسع في العديد من الولايات القضائية القائمة على القانون الإنجليزي محامي مرافع أو محامي إجراءات. ومع ذلك، في الاسكتلندية، قانون مانكس (قانون جزيرة مان)، وجنوب أفريقيا، والإيطالية، والفرنسية، والإسبانية والبرتغالية، الاسكندنافية، البولندية، الإسرائيلية، جنوب آسيا وأمريكا الجنوبية، «المحامي» يشير إلى محام من التصنيف المتفوق.
«المؤيد» هو في بعض اللغات تكريم للمحامين، مثل "Adv. Sir Alberico Gentili". «مؤيد» لديه أيضا المعنى اليومي للتحدث لمساعدة شخص آخر، مثل الدفاع عن المرضى أو الدعم المتوقع من سياسي منتخب. هذه المادة لا تغطي تلك الحواس.

## المملكة المتحدةوالجزر
إنجلترا وويلز

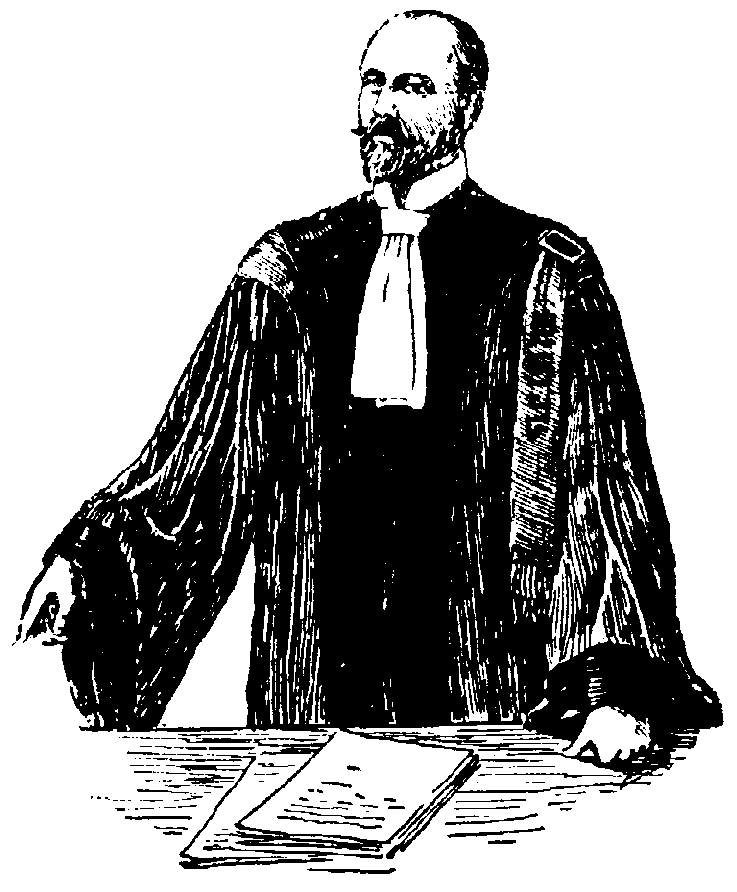
محامي، دعوى محاماة فرنسية، دفتر العائلة الاسكندنافية

في إنكلترا وويلز، مارس المدافعون والمستقيمون القانون المدني في المحاكم الأميرالية وكذلك، ولكن في إنكلترا فقط، في المحاكم الكنسية لكنيسة إنكلترا، بطريقة مماثلة للمحامين والمحامين والمحامين في محاكم القانون العام ومحاكم الإنصاف.
وكان المدافعون، الذين شكلوا الفرع الأول لمهنة المحاماة في مجال عملهم، هم أطباء القانون في أكسفورد، أو كامبريدج، أو دبلن، وزملاء جمعية الأطباء في العموم.
فقد المدافعون حقوقهم الحصرية للجمهور في قضايا الوصايا والطلاق عندما تولى التاج هذه الأمور من الكنيسة في عام 1857، وفي قضايا الأميرالية في عام 1859. لم يتم الانتهاء من جمعية المحامين رسميا، ولكن تم بيع مبناها في عام 1865 وتوفي آخر محام في عام 1912.
تم قبول المحامين في محكمة أقواس كنيسة إنجلترا في عام 1867. وفي الآونة الأخيرة، سُمح لمحامي المحاماة أيضاً بالقيام بهذا الدور.
جزيرة مان
المحامون هم المحامون الوحيدون الذين يحق أن يكون واهمهم الحضور في محاكم جزيرة مان. ويتمثل دور المحامي في إسداء المشورة بشأن جميع المسائل القانونية: فقد ينطوي ذلك على تمثيل عميل في المحاكم المدنية والجنائية أو إسداء المشورة إلى عميل بشأن مسائل مثل قانون الزواج والأسرة، والصناديق الاستئمانية والعقارات، والمسائل التنظيمية، والمعاملات العقارية، والقانون التجاري وقانون الأعمال التجارية. في المحكمة، يرتدي المدافعون شعر مستعار من شعر الحصان، وياقة قاسية، وعصابات، وثوب بنفس الطريقة التي يرتديها المحامون في أماكن أخرى.
لتصبح محاميا، فمن الضروري عادة أن تعقد إما درجة القانون المؤهلة مع ما لا يقل عن الدرجة الثانية الدنيا (2:2) يكرم، أو شهادة في موضوع آخر مع ما لا يقل عن الدرجة الثانية الدنيا (2:2) يكرم تكملها الامتحان المهني المشترك. ومن الضروري بعد ذلك الحصول على مؤهل مهني قانوني مثل دورة التدريب المهني للمحامين أو دورة الممارسة القانونية. ومع ذلك، ليس من الضروري في الواقع أن يتم قبولك كمحامي أو محام إنجليزي للتدريب كمحام.
وعادة ما يضطلع المدافعون عن المتدربين (كما يعرف كتبة العاملين في المقالة عادة) بفترة سنتين من التدريب الذي يقدم إلى أحد كبار المحامين؛ وفي حالة المحامين أو المحامين الإنجليز الذين يمارسون هذا التدريب أو اعترفوا به لمدة ثلاث سنوات، تنخفض الفترة إلى سنة واحدة. ويجوز للمحامين الأجانب المسجلين كممارسين قانونيين في جزيرة مان لفترة معينة أن يضطلعوا أيضا بفترة أقصر من التدريب والإشراف. ويُطلب من جميع المدافعين عن المتدربين، أثناء تدريبهم، اجتياز امتحانات نقابة المحامين في جزيرة مان، التي تشمل ورقات عن الممارسة المدنية والجنائية، والقانون الدستوري وقانون الأراضي، وقانون الشركات والضرائب، فضلا عن الحسابات. الامتحانات صارمة ويقتصر المرشحون على ثلاث محاولات لاجتياز كل ورقة.
ويُسمح لكبار المحامين الإنكليز أحياناً بالمثول كمدافعين في الحالات التي يُتوقع أن تكون طويلة أو معقدة على نحو غير عادي، دون الحاجة إلى اجتياز امتحان نقابة المحامين أو إجراء مزيد من التدريب: ولا يُسمح لهم إلا بالتصرف فيما يتعلق بالمسألة التي تم ترخيصهم من أجلها. وبالمثل، يجوز الترخيص للمحامين والمحامين العاملين كمدعين عامين بالمثول كمدافعين دون الحاجة إلى اجتياز امتحان نقابة المحامين أو إجراء مزيد من التدريب: ولا يُسمح لهم بالعمل على هذا النحو إلا طوال مدة ذلك العمل.
وتنظم جمعية قانون جزيرة مان السلوك المهني للمحامين، التي تحتفظ أيضا بمكتبة لأعضائها في دوغلاس. وفي حين أن المدافعين في جزيرة مان لم يدونوا أسماءهم تقليديا ً بـ «المحامي» على طريقة جزر القنال، فقد بدأ بعض الدعاة الآن في اعتماد هذه الممارسة.
اسكتلندا
تنظم المحامين كلية المحامين في أدنبره. تضم كلية المحامين حوالي 750 عضواً، منهم حوالي 460 عضواً في الممارسة الخاصة. حوالي 75 هم مستشار الملكة. ويرأس الكلية عميد الكلية الذي ينتخب سنوياً، إلى جانب نائب عميد الكلية، أمين الصندوق، كاتب الكلية بالاقتراع السري.
الكلية لديها شركة خدمات، كلية الخدمات المحدودة، التي تنتمي جميع المدافعين تقريبا، والتي نظمت الاسطبلات وتحصيل الرسوم. وهذا يعطي ضمانة لجميع دعاة المكان الذين أطلقوا عليه حديثاً. وحتى نهاية عام 2007، كان هناك اتفاق مع الجمعية القانونية في اسكتلندا، وهي الهيئة المهنية للمحامين الاسكتلنديين، فيما يتعلق بدفع الرسوم، ولكن هذه الجمعية قد حلت محلها الآن الجمعية القانونية. ويبقى أن المحامين لا يسمح لهم برفع دعوى للحصول على أتعابهم، لأنهم لا علاقة تعاقدية لهم مع محاميهم أو مع العميل. [3] أتعابهم هي أتعاب.
يرتدي المدافعون الشعر المستعار وربطات العنق البيضاء (أو يقع في حالة كبير المحامين) والأشرطة والفساتين كفستان في المحكمة.
أن تصبح مدافعاً
ويشار إلى عملية أن تصبح محاميا على أنها التمرن. وسيكون جميع المحامين الاسكتلنديين، أي حاصلين على درجة البكالوريوس في القانون ودبلوم الممارسة القانونية، ويجب أن يكونوا قد أكملوا التدريب لمدة سنتين (والتي قد تخفض في بعض الحالات إلى ثمانية عشر شهرا) المطلوبة للتأهل كمحام؛ وإلا سيكون أعضاء نقابة المحامين في ولاية قضائية أخرى في القانون العام.
القبول في كلية المحامين
في نهاية فترة التمرن، يعتمد القبول في الكلية على شهادة سيد التمرن الرئيسي بأن المتمرن هو شخص مناسب ومناسب ليكون مدافعًا وأن المتمرن قد شارك في مجموعة واسعة من العمل في سياق الترجل. يتم تقييم كفاءة المتمرن في عدد من جوانب الدعوة المكتوبة والشفوية أثناء الترجل، وإذا تم تقييم المتمرن على أنه غير مؤهل، فلن يتم قبوله في الكلية. ويمكن الاطلاع على مزيد من التفاصيل عن هذه العملية في قسم التقييم.
التطورات الأخيرة
في السنوات الأخيرة، جاءت أعداد متزايدة من المدافعين عن القانون الإسكتلندي بعد بعض الوقت كمحامين، ولكن من الممكن التأهل مع شهادة في القانون، بعد واحد وعشرين شهرا من التدريب في مكتب المحامي وما يقرب من عام كـ «شيطان»، أو محامي متدرب. هناك استثناءات للمحامين المؤهلين في ولايات قضائية أوروبية أخرى، ولكن يجب على الجميع اتخاذ الدورة التدريبية على أنها «شياطين».
وحتى عام 2007، كان عدد من المحامين الأوروبيين الشباب يُمنحون فرصة للتوظيف لدى محامين في إطار خطة المحامين الشباب الأوروبية التي نظمها المجلس الثقافي البريطاني. وهي تعرف باسم «الشياطين الأوروبيين»، بامتياز مع «الشياطين» الاسكتلنديين. وقد سحب المجلس الثقافي البريطاني هذا المخطط. وفي كانون الثاني/يناير 2009، بدأ تنفيذ خطة للاستبدال.
قد يكون للمحامين المؤهلين في دول الاتحاد الأوروبي الأخرى (ولكن ليس في إنجلترا وويلز) حقوق محدودة للجمهور في المحاكم العليا الاسكتلندية إذا كانوا يظهرون مع محام، ويكون لعدد قليل من المحامين المعروفين باسم «محامي الدفاع» حقوق الحضور، ولكن لأغراض عملية، يتمتع المدافعون بحقوق حصرية تقريبًا للجمهور في المحاكم العليا - المحكمة العليا للقضائية (الجنائية)، ومحكمة الدورة (مدنية). ويتقاسم المدافعون حق الحضور مع المحامين في محاكم العمدة والعدالة في محاكم السلام.
وكان من السابق أن يكون المدافعون في مأمن تام من الدعاوى وما إلى ذلك أثناء رفع دعاوى أمام المحاكم والأعمال السابقة للمحاكمة، حيث كان عليهم أن يتصرفوا «بلا خوف واستقلالية»؛ واعتُبرت إعادة النظر في الإجراءات منافية للمصلحة العامة؛ ويطلب من الدعاة لقبول العملاء، فإنها لا يمكن أن تختار وتختار. ومع ذلك، أعلن الحكم الإنجليزي المؤلف من سبعة قضاة من آرثر ج. س. هول وشركاه (شركة) ضد سيمونز 2000 (مجلس اللوردات)[4] أن أيا من هذه الأسباب يبرر الحصانة بقوة كافية للحفاظ عليها. وقد تبع ذلك في اسكتلندا في رايت ضد باتون فاريل (2006) [5] بقدر ما يتعلق الأمر القضايا المدنية.
جيرسي وبيليفية غيرنسي
وبيليفية جيرسي وبيليفية غيرنسي (غيرنسي، جنبا إلى جنب مع جزيرتين شبه مستقلتين من ألديرني وسارك، جنبا إلى جنب مع جزر أخرى) هما اختصاصان قانونيان منفصلان، ولهما إلى حد كبير مجموعتان مختلفتان من القوانين ولهما مهنتي قانونية منفصلتان، وإن كانا متشابهتين. في كلتا الولايتين القضائيتين، المحامون - الذين يطلق على دعوا هم المحامون في الديوان الملكي بشكل صحيح - هم المحامون الوحيدون الذين لهم حقوق عامة في الحضور في محاكمهم.
لكي يكون مؤهلاً للممارسة كمحام ٍ في جيرسي، من الضروري أولاً الحصول على شهادة في القانون من جامعة بريطانية أو دبلوم دراسات عليا في القانون وأن يكون مؤهلاً كمحترف قانوني معترف به في إنجلترا وويلز أو اسكتلندا أو أيرلندا الشمالية. [6] بعد ذلك، يجب على المرشح أن يتعهد بعامين من الخبرة العملية في مكتب محاماة يتعامل مع قانون جيرسي، والتسجيل في دورة قانون جيرسي التي يقدمها معهد القانون، جيرسي[7] واجتياز الامتحانات في ستة مواضيع. وبدلاً من ذلك، يجوز للشخص أن يتقدم بطلب ليصبح محامياً في جيرسي بعد عامين من تأهله كمحام ٍ في جيرسي.
لكي يصبح المرء محامياً في غيرنسي، عليه أن يحمل شهادة قانونية أو دبلوماً ساري المفعول، بالإضافة إلى مؤهل كمحام أو محام إنجليزي، أو محام فرنسي. يجب عليهم بعد ذلك أن يدرسوا في حانة غيرنسي. ويلزم ثلاثة أشهر من دراسة القانون النورماندي في جامعة كاين (جامعة كاين)؛ هذا لم يعد مطلوبا للدخول في مهنة المحاماة في جيرسي.
غيرنسي يدعو اللباس بنفس الطريقة التي المحامين، ولكن استبدال السترة السوداء مثل البيرتا لشعر مستعار، في حين أن تلك الموجودة في جيرسي تذهب عارية الرأس. ويحق للمحامين أن يُسجلوا أسماءهم بـ «المحامي»؛ على سبيل المثال، يُدعى السيد توستيفين إلى حانة غيرنسي ويُعرف من الآن فصاعداً باسم المحامي توستيفين.
رئيس مهنة المحامي في كل بيليفية يسمى Bâtonnier.

### بلدان الشمال الأوروبي
ولدى بلدان الشمال الأوروبي مهنة قانونية موحدة، مما يعني أنها لا تميز بين المحامين الذين يرافعون في المحكمة وأولئك الذين لا يرافعون فيها. للحصول على اعتراف رسمي بلقب المحامين، يجب أن يكون المرشح حاصلاً على شهادة قانونية، أي أنه أكمل 5-6 سنوات من الدراسات القانونية من جامعة معتمدة في بلده أو بلده، وبالإضافة إلى ذلك عمل لبعض الوقت (حوالي 2-5 سنوات) تحت رعاية محام مؤهل ولديهم بعض الخبرة من المحكمة. ويجوز للمرشح، عندما يكون مؤهلاً، الحصول على ترخيص كمحامٍ، أي ما يعادل استدعائه إلى نقابة المحامين. في جميع اللغات الاسكندنافية العنوان هو advokat; في فنلندا advokat هو اللقب السويدي لمثل هذا المحامي المؤهل، مع اللقب المكافئ في الفنلندية الآسيوية.
ومع ذلك، ليس بالضرورة أن يكون المرء مدافعا عن تمثيل طرف في بلدان الشمال الأوروبي بصورة قانونية. ففي النرويج، يمكن للشخص الحاصل على شهادة مناسبة في القانون، على سبيل المثال، أن يمارس القانون كمستشار قانوني مسجل (rettshjelper) بدلاً من ذلك، مما يعطي العديد من الحقوق نفسها التي يمارسها المحامي. في كل من السويد والنرويج يمكن لأي شخص بالغ، من الناحية النظرية، تمثيل طرف في المحكمة دون أي موافقة مسبقة أو تدريب أو ترخيص أو لقب محام. من الناحية العملية انها غير عادية، وفي النرويج، انها تخضع لموافقة المحكمة، والتي من غير المرجح أن تعطيه إلا في حالات بسيطة جدا.
باللغة الإنجليزية، يتم ترجمة العنوان الاسكندنافي لـ advokat بالتبادل أيضًا كمحامي أو محامي أو محامي.

#### جنوب أفريقيا
في جنوب أفريقيا،[8] هناك فرعان رئيسيان للممارس القانوني: المحامون، الذين يقومون بأعمال قانونية من جميع الأنواع، والمحامون، الذين هم من المدعين المتخصصين؛ والمحامين الذين يقومون بالعمل القانوني بجميع أنواعه، والمحامون، الذين هم من المدعين المتخصصين؛ والمحامون الذين يقومون بعمل قانوني من جميع الأنواع، والمحامون، الذين هم من المدعين المتخصصين؛ والمحامون الذين يقومون بعمل قانوني من جميع الأنواع، والمحامون، الذين هم من المدعين المتخصصين. انظر المحامين في جنوب أفريقيا. وبوجه عام، فإن المحامين (وتسمى أيضاً «المحامي») «يطلعون» عليها من قبل المحامين عندما تكون هناك حاجة إلى مهارة متخصصة في التقاضي القائم على المحاكم، أو في البحث في القانون؛ وليس لدى المدافعين أي اتصال مباشر مع العملاء ويقال إنهم في مهنة «الإحالة».
غير أن التمييز الرسمي الرئيسي هو اختلاف الحقوق فيما يتعلق بالمحاكم التي قد يمثلون فيها. وللمحامين الحق في المثول أمام أي محكمة، في حين أن للمحامين الحق في المثول أمام المحاكم الأدنى درجة فقط. (وفي ظل ظروف معينة، يمكن أن يكتسب الحق في المثول أمام المحاكم العليا، من خلال التقدم بطلب إلى مسجل الشعبة الإقليمية في المحكمة العليا ذات الصلة). [9] وثمة تمييز آخر هو أنه في حين يمارس المحامون في شراكة، فإن المحامين هم ممارسون أفراد ولا يشكلون شراكات أبداً؛ الممارسة في «الغرف» و / أو «المجموعات» هو المعيار. [10]
وتتمثل شروط الدخول في الممارسة الخاصة كمحامين (مستشار مبتدئ) في الحصول على درجة البكالوريوس، وأن تصبح عضواً في نقابة المحامين من خلال الخضوع لفترة تدريب (تلميذ) لمدة سنة واحدة مع محام ممارس، وأن تُجري امتحان القبول. انظر التعليم القانوني في جنوب أفريقيا.
وبناء على توصية مجالس المحامين، يجوز لرئيس جنوب أفريقيا أن يعين محاميا ً يتمتع بخبرة ومهارة مثبتة بخبرة لا تقل عن عشر سنوات، مستشاراً أقدم (SC; يشار إليه أيضاً باسم «حرير».). عندما ينظر إلى محام مبتدئ في نظر أي مستشار كبير معين (الحرير) على أنه أثنى عليه أو على نفسه في المهنة وذلك لتبرير الاعتراف بالتميز ، فإنه يكافأ عادة بهدية تقليدية من حقيبة قصيرة حمراء.
يعمل المدافعون عن الدولة كمدع عام في قضايا المحكمة العليا، وعادة في القضايا التي تتطلب الإعداد والبحث. وتعينهم الهيئة الوطنية للادعاء وملحقون بمكتب المدير الوطني للنيابة العامة. [11]

##### باكستان
وتوجد مستويات مختلفة من المحامين في باكستان.
والمستوى الأول هو المحامي، الذي يحق له ممارسة المهنة في المحاكم المحلية أو المحاكم الأدنى درجة في المقاطعة المعنية. يمكن للمرء أن يتأهل كمحام بعد الانتهاء من شهادة في القانون (LL. ب من ثلاث سنوات)، ستة أشهر تلميذ تحت محام كبير في غرفه/ غرفها وبعد ذلك للذهاب لاختبار القبول نقابة المحامين، ومجلس نقابة المحامين في المقاطعة المعنية دراسة له / لها أنه لائق أو لا ليصبح محاميا وليس مدانا. وبعد اجتياز امتحان الأسئلة المتعدد الخيارات والمقابلة التي يجريها مجلس نقابة المحامين في المقاطعة، يصدر له مجلس نقابة المحامين ترخيصاً بالمثول أمام المحاكم.
محامي المحكمة العليا
بعد الانتهاء من عامين ، يمكن للمحامين الممارسة بعد ذلك التقدم بطلب للحصول على شهادة / ترخيص المحكمة العليا المحامي وبعد مقابلة ، يمكنهم التقدم بطلب للحصول على ترخيص المحكمة العليا المحامي.
محامي المحكمة العليا
المحامي ة المحكمة العليا هي المستوى الثالث. وبعد أن نجح مقدم الطلب، وفريق أعضاء مجلس نقابة المحامين الباكستاني، وقاض واحد في المحكمة العليا لباكستان، في مراجعة الطلب لمدة عشر سنوات من الممارسة في المحاكم العليا. (قبل عام 1985، كان الشرط قد تم بنجاح إكمال خمس سنوات من الممارسة في المحاكم العليا في باكستان). يتم قبول أكثر من خمسين في المئة من الطلبات، بعد الانتهاء بنجاح من الشرط. ولا يمنع الطلب غير الناجح في سنة واحدة المرشح من إعادة تقديم الطلب في السنة القضائية المقبلة.
وأعلى مستوى هو المحكمة العليا للمحامين الأعلى. وهو لقب باكستان يعادل لقب مستشار الملكة في المملكة المتحدة. وبعد خمسة عشر عاماً على الأقل من الممارسة، بدعوة أو بطلب إلى هيئة من قضاة المحكمة العليا برئاسة رئيس قضاة باكستان، يمكن للمرء أن يصبح محامياً أقدم في المحكمة العليا في باكستان. يتم قبول عدد قليل جدا من الطلبات ويتم حتى عدد أقل من الدعوات. وعادة ما تدعو المحكمة العليا المدعين العامين إلى المكتب. وكذلك الأمر مع بعض قضاة المحكمة العليا البارزين الذين يختارون عند تقاعدهم التدرب أمام المحكمة العليا، حيث لا يزالون مؤهلين للقيام بذلك.

##### الهند
وفي الهند، فإن القانون المتعلق بالمحامين هو قانون المحامين لعام 1961 الذي قدمه وفكر فيه أشوك كومار سين، وزير القانون في الهند آنذاك، وهو قانون أقره البرلمان ويديره وينفذه مجلس نقابة المحامين في الهند. وبموجب هذا القانون، فإن مجلس نقابة المحامين في الهند هو الهيئة التنظيمية العليا لتنظيم مهنة المحاماة في الهند وكذلك لضمان امتثال العاملين في المهن القانونية في البلد للقوانين والحفاظ على المعايير المهنية.
ولكل دولة مجلس للمحامين خاص به تتمثل مهمته في تسجيل المحامين الراغبين في الممارسة في الغالب داخل الحدود الإقليمية لتلك الدولة وأداء مهام مجلس نقابة المحامين في الهند داخل الإقليم المخصص لهم. لذلك، يجب أن يكون كل حامل درجة في القانون مسجلاً بمجلس (واحد) للمحامين الحكومية للممارسة في الهند. ومع ذلك، فإن التسجيل في أي مجلس للمحامين في الولاية لا يمنع المحامي من المثول أمام أي محكمة في الهند، على الرغم من أنه خارج نطاق الولاية الإقليمية لمجلس نقابة المحامين في الولاية الذي التحق به.
وميزة وجود مجالس المحامين في الولايات هي أن عبء عمل مجلس نقابة المحامين في الهند يمكن تقسيمه إلى مجالس المحامين المختلفة التابعة للدولة هذه، كما يمكن معالجة المسائل محلياً وبطريقة سريعة. ومع ذلك، يحتفظ مجلس نقابة المحامين في الهند، لجميع الأغراض العملية والقانونية، بالسلطة النهائية لاتخاذ القرارات في أي وجميع المسائل المتعلقة بمهنة المحاماة عموماً أو فيما يتعلق بأي محام على حدة، على النحو المنصوص عليه في قانون المحامين لعام 1961.
وعملية الحق في الممارسة في الهند ذات شقين. أولاً، يجب أن يكون مقدم الطلب حاصلاً على شهادة في القانون من مؤسسة معترف بها في الهند (أو من إحدى الجامعات الأربع المعترف بها في المملكة المتحدة) وثانياً، يجب أن يجتاز مؤهلات التسجيل في مجلس نقابة المحامين في الولاية التي يسعى إلى التسجيل فيها. ولهذا الغرض، فإن مجلس نقابة المحامين في الهند لديه لجنة داخلية تتمثل مهمتها في الإشراف على مختلف المؤسسات التي تمنح شهادات قانونية ودراستها ومنح الاعتراف بهذه المؤسسات بمجرد أن تستوفي المعايير المطلوبة. وبهذه الطريقة، يكفل مجلس نقابة المحامين في الهند أيضاً استيفاء مستوى التعليم اللازم لممارسة المهنة في الهند. وفيما يتعلق بأهلية الالتحاق بمجلس نقابة المحامين في الدولة، ففي حين أن الشكليات الفعلية قد تختلف من دولة إلى أخرى، فإنها تضمن في الغالب أن الطلب لم يكن مفلساً/جنائياً وصالحاً عموماً للممارسة أمام محاكم الهند.
ويعني التسجيل في مجلس نقابة المحامين أيضاً أن حامل شهادة القانون معترف به كمحام ٍ ومطلوب منه الحفاظ على مستوى السلوك والسلوك المهني في جميع الأوقات، سواء داخل المهنة أو خارجها. كما ينص مجلس نقابة المحامين في الهند على قواعد السلوك التي يتعين على المحامين مراعاتها في المحاكم، مع التفاعل مع العملاء وحتى غير ذلك.
وجميع المحامين في الهند على نفس المستوى ومعترف بهم على هذا النحو. وأي تمييز، إن وجد، لا يتم إلا على أساس الأقدمية، مما يعني طول مدة الممارسة في نقابة المحامين. وكاعتراف بالممارسة القانونية والتخصص في مجال من مجالات القانون، هناك مفهوم لمنح مركز المحامي الأقدم. ويجوز لقضاة المحكمة العليا (في حالة وجود محام أمام تلك المحكمة العليا) أو المحكمة العليا (في حالة المحامي الذي يمارس مهنة أمام المحكمة العليا) أن يعترفوا بالمحامي. وفي حين أن منح مركز المحامي الأقدم لا يعني تمييز المحامي وشهرته فحسب، فإنه يتطلب أيضا من المحامي الأقدم أن يتبع معايير أعلى للسلوك وبعض القواعد المتميزة. كما لا يُسمح لكبير المحامين بالتفاعل مباشرة مع العملاء. ولا يمكنه إلا أن يأخذ إحاطات من محامين آخرين ويجادل على أساس التفاصيل التي قدموها. من عام 2010 فصاعدا يتم إجراء قاعدة إلزامية للمحامين يمر بها من عام 2009-10 للحصول على اختبار تقييم اسمه AIBE (امتحان جميع الهند للمحامين) لأحد أن يتأهل كمدافع وممارسة في المحاكم. ومع ذلك، لممارسة القانون أمام المحكمة العليا في الهند، يجب أن يمثل المحامون أولاً للحصول على محام في المحكمة العليا بشأن فحص السجلات تجريه المحكمة العليا ويتأهلون إليه.
وعلاوة على ذلك، ينص الهيكل الدستوري على رفع عدد المحامين كقضاة في المحاكم العليا والمحكمة العليا. والشرط الوحيد هو أن يكون المحامي قد وضع عشر سنوات أمام المحكمة العليا أو أمام المحكمة العليا لكي يكون مؤهلاً لذلك. (المادتان 217 و124 من دستور الهند للمحاكم العليا والمحكمة العليا على التوالي)

##### بنغلاديش
في بنغلاديش، بعد اجتياز شهادة الثانوية العليا، يمكن للمرء التقدم بطلب للقبول لدراسة القانون في الجامعات. هناك العديد من الجامعات العامة والخاصة التي تقدم درجة البكالوريوس في القانون ودرجة الماجستير في القانون في بنغلاديش. بشكل عام، تعادل دورة البكالوريوس لمدة أربع سنوات درجة البكالوريوس. يجب على المحامين الخريجين الجلوس واجتياز امتحان مجلس المحامين ليصبحوا دعاة. [12]
محامي المحكمة العليا
ومن خلال اجتياز امتحان مجلس نقابة المحامين في بنغلاديش، يحق للمحامين التدرب في المحكمة العليا في بنغلاديش وغيرها من المحاكم. ويحصل مقدم الطلب على ترخيص بعد إتمام ممارسة سنتين في المحاكم الأدنى درجة بنجاح، وهو ما تعيد النظر فيه هيئة من مجلس نقابة المحامين في المقاطعة ذي الصلة. يتم قبول معظم الطلبات بعد الانتهاء بنجاح من الشرط.

##### سري لانكا
وفي سري لانكا (رسمياسيلان) حتى عام 1973، كان المحامي ممارسا في محكمة قانونية مؤهل قانونا لمقاضاة المحامين والدفاع عن الدعاوى في هذه المحكمة بشأن العملاء. وكان على المحامين اجتياز امتحان HSC ودخول كلية الحقوق في سري لانكا ومتابعة الدورة ذات الصلة. وبعد التغييرات التي حدثت في عام 1973، استعيض عن اللقب بمحامي قانوني. والمعاد الحالي للمحامي هو محام يعمل في المحاكمة ويكون محاميا ً متميزاً عن محام ٍ.

##### البرازيل
في البرازيل، يتم فحص المحامين على المستوى الوطني في مارس وأغسطس وديسمبر. وهذه الامتحانات موحدة ومنظمة بموجب وسام المحامين في البرازيل. بعد 5 سنوات في كلية الحقوق، يطلب من طلاب القانون البرازيليين التقدم لامتحان نقابة المحامين، الذي يتكون من مرحلتين: اختبار الاختيار المتعدد والاختبار الكتابي، دون أي متطلبات أخرى.
ويطبق دستور البرازيل قيودا على الممارسة المهنية للقانون في الوفاء بالمتطلبات، التي قد تشمل بالإضافة إلى التخرج تقديم مقدم الطلب رسميا في اختبارات الكفاءة. ويرتبط امتحان الأمر بالقانون رقم 8609 المؤرخ 4/7/1994:
"المادة 8: للتسجيل كمحام مطلوب: رابعا - "لاجتياز فحص الأمر؛"
وفي إطار صلاحياته التي يمنحها الدستور صراحة، يطالب التشريع العادي كل من يرغب في مزاولة مهنة المحاماة بدرجة البكالوريوس في القانون والموافقة على امتحان النظام، الذي يتم إعداده وتنفيذه من قبل طبقته. وينص الدستور نفسه على التقييد، ويشترط النظام الأساسي النظر فيه.
يوافق امتحان نقابة المحامين في البرازيل على عدد قليل جدًا من الطلاب ويعتبر امتحانًا صعبًا. فعلى سبيل المثال، في شباط/فبراير 2014، قدمت نقابة المحامين بياناً جاء فيه أن 19.64 في المائة فقط من الطلاب قد تمت الموافقة عليهم في الامتحان الأخير وتمكنوا من التسجيل كمحامين. [13]

##### هولندا
وفي القانون الهولندي، فإن القانون المتعلق بالمحامين هو قانون المحامين. وبموجب هذا القانون، تنظم نقابة المحامين الهولندية (Orde van Advocaten) السلوك المهني للمحامين والتعليم المهني.
يجب على المحامي الهولندي إكمال تعليم نقابة المحامين الهولندية والوفاء بمتطلبات معينة (والتي قد تختلف بين مختلف المناطق القضائية داخل هولندا) تحت إشراف محام كبير لمدة ثلاث سنوات على الأقل، تسمى «مرحلة الدعوة». بعد الانتهاء من امتحانات تعليم نقابة المحامين، يتم قبول المحامي المبتدئ دون قيد أو شرط في نقابة المحامين الهولندية.

##### روابط خارجية
• http://www.advocates.org.uk/
• http://www.alaki.fi/